# Final Fight Revenge
Final Fight Revenge (ファイナルファイト リベンジ?, Fainaru Faito Ribenji) è un videogioco picchiaduro appartenente alla serie Final Fight, di cui è uno spin-off e pubblicato da Capcom nel 1999. Originalmente rilasciato nelle sale giochi è stato pubblicato successivamente in Giappone per Sega Saturn nel 2000. Erano previste versioni per PlayStation e Dreamcast, ma sono state cancellate.

## Personaggi
- Cody Travers
- Guy
- Mike Haggar
- El Gado
- Poison
- Andore
- Damnd
- Edi E.
- Sodom
- Rolento
- Belger[1]

## Accoglienza
Il videogioco ha ricevuto recensioni negative o miste da parte della critica. La rivista GameFan li ha dato un punteggio di 20/40, il magazine tedesco Video Games, un voto di 50/100. Tre critici giapponesi per Dreamcast Magazine hanno dato i seguenti punteggio: 6,6 e 8 per una media di 6,6/10.
L'edizione casalinga per Sega Saturn è diventata un oggetto ricercato dai collezionisti, nel Regno Unito ha indicato il suo prezzo oscillare tra le 100 e 200 sterline.